# Piscina d'aigua salada

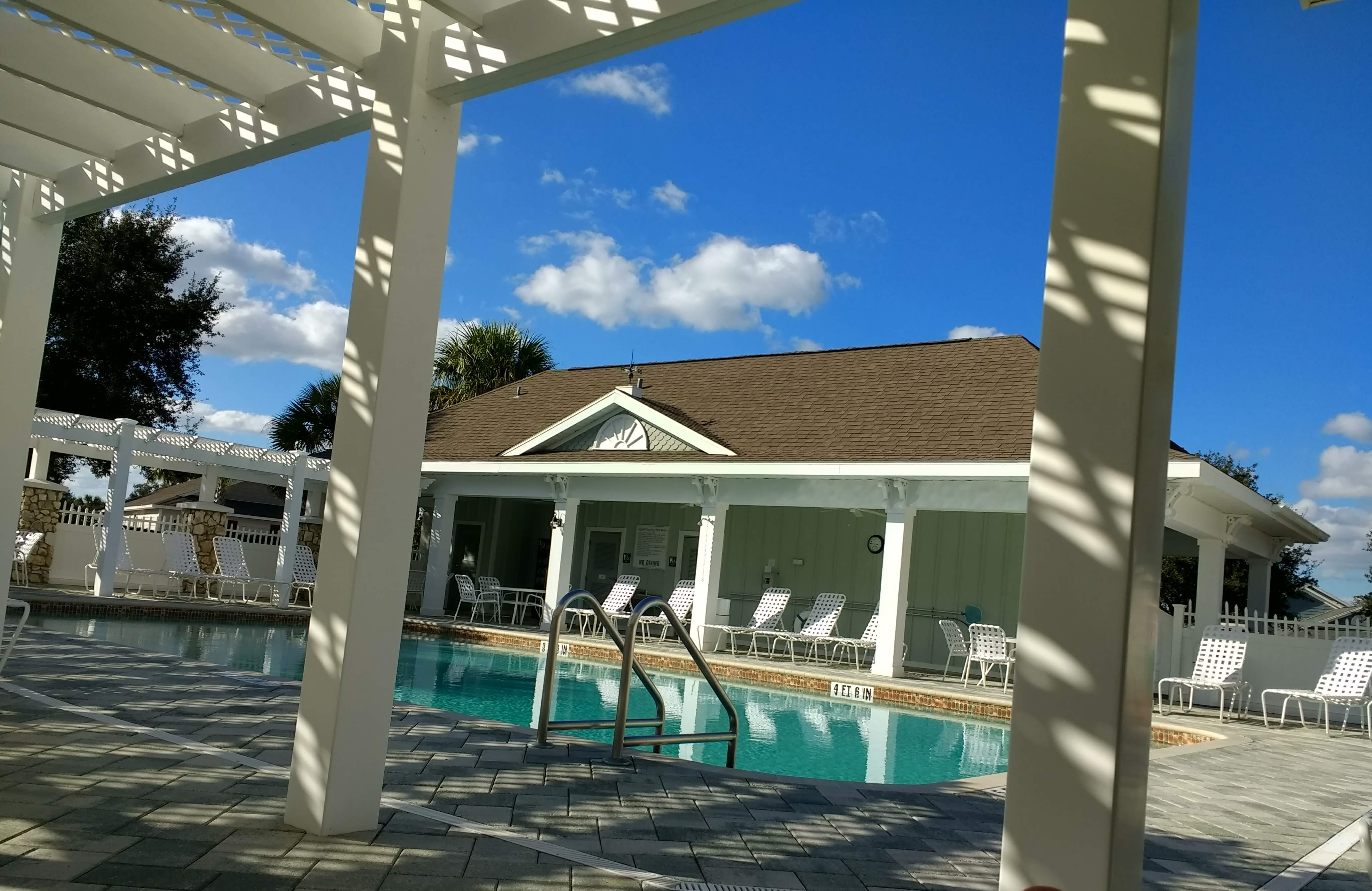
Una piscina d'aigua salada amb cloració salina a The Villages, Florida

Una piscina d'aigua salada té un procés de cloració salina que utilitza sal dissolta (1.000–36.000 ppm o 1–36 g/L) per a la cloració de piscines i jacuzzis. El generador de clor (també conegut com a cel·la de sal, generador de sal, clorador de sal o SWG) utilitza l'electròlisi en presència de sal dissolta per produir clor gasós o les seves formes dissoltes, àcid hipoclorós i hipoclorit de sodi, que ja s'utilitzen habitualment com a agents desinfectants a les piscines. L'hidrogen també es produeix com a subproducte en el sanejament de piscines.

## Diferència amb la cloració tradicional de piscines
La presència de clor a les piscines tradicionals es pot descriure com una combinació de clor disponible lliure (FAC) i clor disponible combinat (CAC). Mentre que FAC es compon del clor lliure disponible per desinfectar l'aigua, el CAC inclou cloramines, que es formen per la reacció de FAC amb amines (introduïdes a la piscina per la transpiració humana, saliva, moc, orina i altres productes biològics, i per insectes i altres plagues). Les cloramines són responsables de l'"olor a clor" de les piscines, així com de la irritació de la pell i els ulls. Aquests problemes són el resultat d'uns nivells insuficients de clor disponible lliure i indiquen una piscina que s'ha de "xocar" amb l'addició de 5 a 10 vegades la quantitat normal de clor. A les piscines d'aigua salada, el generador utilitza electròlisi per produir contínuament clor lliure. Com a tal, una piscina d'aigua salada o una banyera d'hidromassatge no és realment lliure de clor; simplement utilitza sal afegida i un generador de clor en lloc de l'addició directa de clor. També crema les cloramines de la mateixa manera que el xoc tradicional (oxidant). Com passa amb les piscines amb clor tradicional, les piscines d'aigua salada s'han de controlar per mantenir la química de l'aigua adequada. Els nivells baixos de clor poden ser causats per una sal insuficient, una configuració incorrecta (baixa) de generació de clor a la unitat SWG, una demanda de clor superior a la normal, un estabilitzador baix, una exposició al sol, una velocitat insuficient de la bomba o problemes mecànics amb el generador de clor. El valor de concentració de sal es pot reduir a causa de les esquitxades, el rentat invers i la dilució mitjançant l'aigua de pluja. També la temperatura de l'aigua és molt important, ja que si es mantén alta, afavoreix la proliferació d'algues.

## Preocupacions per la salut
Les investigacions han demostrat que com que les piscines d'aigua salada ue utilitzen la desinfecció amb clor, generen els mateixos subproductes de desinfecció (DBP) que estan presents a les piscines tradicionals. Els més preocupants són les halocetones i els trihalometans (THM) dels quals la forma predominant és el bromoform. En algunes piscines públiques d'aigua salada s'han trobat nivells molt alts de bromoform (fins a 1,3 mg per litre, o 13 vegades els valors de referència de l'Organització Mundial de la Salut).
Hi ha varies empreses que han estat fabricant generadors de clor d'aigua salada als Estats Units des de principis de la dècada de 1980, de fet ja havien aparegut per primera vegada comercialment a Nova Zelanda i posteriorment a altres països, a principis de la dècada de 1970 (l'Aquatech IG4500).

## Funcionament
La cèl·lula de cloració consta de plaques paral·leles de titani recobertes de ruteni i de vegades iridi. Els models més antics fan ús de plaques perforades (o de malla) en lloc de plaques massisses. L'electròlisi atreu de manera natural el calci i altres minerals a les plaques. Així, depenent de la química de l'aigua i la magnitud d'ús, la cèl·lula necessitarà una neteja periòdica en una solució àcida suau (1 part de HCl a 15 parts d'aigua) que eliminarà l'acumulació de cristalls de compostos de calci, com ara carbonat de calci o nitrat de calci. L'acumulació excessiva pot reduir l'eficàcia de la cèl·lula. Fer funcionar el clorador durant llargs períodes amb una sal insuficient a la piscina pot eliminar el recobriment de la cèl·lula, cosa que requereix un cost substitució, com pot fer servir un rentat àcid massa fort.
Les piscines d'aigua salada també poden requerir estabilitzador (àcid cianúric) per ajudar a evitar que els raigs UV del sol descomponguin el clor lliure de la piscina. Els nivells habituals són de 20 a 50 ppm. També requereixen que el pH es mantingui entre 7,2 i 7,8 i el clor és més efectiu si el pH es manté més a prop de 7,2. Els nivells mitjans de sal solen estar entre 3000 i 5000 ppm, molt menys que l'oceà, que té nivells de sal al voltant de 35.000 ppm. A les piscines, normalment s'aboca sal pel fons i s'escombra amb el raspall de la piscina fins que es dissol; si es permet l'entrada de salmorra concentrada al sistema de retorn d'aigua, pot provocar un mal funcionament de la cèl·lula del clorat a causa de la sobreconductivitat.
La cloració d'aigua salada produeix un excés d'ions hidroxil, i això requereix l'addició freqüent d'àcid clorhídric (HCl, també conegut com àcid muriàtic) per neutralitzar l'alcalinitat. La química inicial del clor és la següent.
4NaCl → 4Na+ + 4Cl− La sal es dissol en aigua.
4Na+ + 4Cl− → 4Na + 2Cl₂ Per electròlisi.
4Na + 4H₂0 → 4Na+ +4OH− + 2H₂ Reacció del sodi metàl·lic amb l'aigua.
2Cl₂ + 2H₂O → 2HClO + 2H+ + 2Cl− Hidròlisi de clor gasós aquós.
2HClO → HClO + ClO− + H+ Dissociació de l'àcid hipoclorós a pH 7,5 i 25 °C.
4NaCl + 3H₂O → 4Na+ + HClO + ClO− + OH− + 2Cl− + 2H₂ Net de tot l'anterior.
Addició d'àcid clorhídric per restaurar el pH a 7,5
HCl + 4Na+ + HClO + ClO− + OH− + 2Cl− +2H₂ → HClO + OCl− +H₂O + 4Na+ + 3Cl− +2H₂.
4NaCl + HCl + 2H₂O → HClO + OCl− + 4Na+ +3Cl− + 2H₂ Net dels dos últims.

## Beneficis i desavantatges
Els avantatges dels sistemes de sal a les piscines són la comoditat i el lliurament constant de desinfectant a base de clor pur. La reducció de cloramines irritants en comparació amb els mètodes tradicionals de cloració i l'efecte "suavitzant" de l'electròlisi que redueix els minerals àlcalis dissolts a l'aigua també es perceben com a beneficis. Per a algunes persones que tenen sensibilitat al clor, aquests sistemes poden ser menys ofensius.
Els desavantatges són el cost inicial del sistema, el manteniment i el cost de les cèl·lules de substitució. La sal és corrosiva i danyarà alguns metalls i algunes pedres mal segellades. No obstant això, com que la concentració salina ideal d'una piscina clorada amb sal és molt baixa (<3.500 ppm, el llindar per a la percepció humana de la sal pel gust; l'aigua de mar és aproximadament deu vegades aquesta concentració), els danys solen produir-se a causa d'un manteniment inadequat de la química de la piscina o manteniment inadequat de la cèl·lula electrolítica. Els fabricants d'equips per a piscines normalment no garanteixen productes d'acer inoxidable danyats per piscines salines. L'acumulació de precipitats de calci i altres àlcalis es produirà de manera natural a la placa del càtode i, de vegades, a la mateixa piscina en forma d'"Incrustació". És necessari un manteniment regular de la cèl·lula; no fer-ho reduirà l'eficàcia de la cèl·lula. Alguns dissenys de cloradors salins utilitzen un mètode de "polaritat inversa" que canviarà regularment els rols dels dos elèctrodes entre ànode i càtode, fent que aquesta acumulació de calci es dissolgui de l'elèctrode acumulat. Aquests sistemes redueixen, però no eliminen, la necessitat de netejar la cel·la electrolítica i l'aparició d'incrustacions de calci a l'aigua.
A mesura que es genera clor, el pH augmentarà fent que el clor sigui menys efectiu. Molts sistemes amb automatització química poden detectar l'augment del pH i introduir automàticament CO₂ o àcid clorhídric per tornar el pH al nivell objectiu.
Els sistemes d'automatització també gestionaran els nivells de desinfectant mitjançant el seguiment dels nivells ORP o redox de l'aigua. Això permet que només es generi la quantitat necessària de clor en funció de la demanda.
El bromur de sodi es pot utilitzar en lloc del clorur de sodi, que produeix una piscina de brom. Els avantatges i els inconvenients són els mateixos que els d'un sistema de sal. No és necessari utilitzar un àcid a base de clorur per equilibrar el pH. A més, el brom només és efectiu com a desinfectant, no com a oxidant, de manera que cal afegir un "xoc" com ara peròxid d'hidrogen o qualsevol xoc a base de clor per cremar residus inorgànics i alliberar broms combinats. Aquest pas addicional no és necessari en un sistema de clorur de sodi, ja que el clor és efectiu tant com a desinfectant com com a oxidant. Un usuari només hauria de "superclorar" o augmentar la producció de clor de la cèl·lula de tant en tant. Això normalment seria menys d'un cop a la setmana o després de fortes càrregues de banyistes.

## Oli i greixos a la superfície
La densitat de l'aigua dolça és de 1.000 quilograms per metre cúbic, mentre que la densitat de l'aigua de mar varia entre 1.020 i 1.030 quilograms per metre cúbic. L'oli és menys dens que l'aigua dolça i que l'aigua de mar, de manera que sura en tots dos tipus d'aigua, però degut a la diferència de densitat les partícules d'oli i greixos, en dispersió dins l'aigua arribaran més ràpidament a la superfície en una piscina d'aigua salada o de mar,essent en ambdós casos, "l'únic mitjà possible" per eliminar-les, fer recircular l'aigua superficial mitjançant els skimmers.